# Negasi Abreha
Negasi Haylu Abreha, né le 9 mai 2000, est un coureur cycliste éthiopien, membre de l'équipe Q36.5 Pro. En 2019 puis en 2024, il devient champion d'Éthiopie sur route. 

## Palmarès
- 2018
  -  Médaillé d'or du contre-la-montre aux Jeux africains de la jeunesse
- 2019
  -  Champion d'Éthiopie sur route
- 2024
  -  Champion d'Éthiopie sur route
  -  Médaillé de bronze du championnat d'Afrique du contre-la-montre par équipes mixtes
  - 2e du championnat d'Éthiopie du contre-la-montre
- 2025
  -  Champion d'Éthiopie du contre-la-montre

## Classements mondiaux
| Année                                 | 2019  | 2020  | 2021 | 2022  | 2023 | 2024 |
| ------------------------------------- | ----- | ----- | ---- | ----- | ---- | ---- |
| Classement mondial                    | 2601e | 1946e | nc   | 1674e | nc   | 492e |
| UCI Africa Tour                       | 165e  | 84e   | nc   | 93e   | nc   | 22e  |
|                                       |       |       |      |       |      |      |
| Légende : nc = non classéSource : UCI |       |       |      |       |      |      |